# Тарандт
Тарандт (нім. Tharandt) — місто в Німеччині, розташоване в землі Саксонія. Входить до складу району Саксонська Швейцарія — Східні Рудні Гори. Центр об'єднання громад Тарандт.
Площа — 71,22 км2. Населення становить 5416 ос. (станом на 31 грудня 2020).